# Pachira minor
Pachira minor är en malvaväxtart som först beskrevs av John Sims, och fick sitt nu gällande namn av William Botting Hemsley. Pachira minor ingår i släktet Pachira och familjen malvaväxter. Inga underarter finns listade i Catalogue of Life.